# Hive (jeu de société)
Pour les articles homonymes, voir Hive.
Hive (Ruche) est un jeu de société créé par John Yianni et publié en 2001 par une maison d'édition fondée par lui à Londres, Gen Four Two Games. Il s'agit d'un jeu de stratégie, plus précisément d'un jeu de placement, au cours duquel chaque joueur place ou déplace des pièces représentant divers insectes. Le but du jeu est de capturer la reine abeille adverse en l'entourant de tous les côtés. Chaque pièce se déplace d'une façon différente, et certaines pièces possèdent des capacités spéciales.

## Règles du jeu

### Présentation
Le jeu initial se compose de 22 pièces hexagonales représentant autant d'insectes. Les insectes sont répartis en deux camps, les blancs et les noirs, formant deux ruches de 11 insectes chacune. Le jeu de base comprend 5 types d'insectes différents. Chaque ruche comprend les insectes suivants :
- 1 reine abeille
- 2 araignées
- 2 scarabées
- 3 fourmis
- 3 sauterelles

Il n'y a pas de plateau : les pièces sont posées progressivement les unes à côté des autres de façon variable et composent peu à peu l'aire de jeu. Des extensions ont été ajoutées à partir de 2007.

### Placement des pièces
Au début d'une partie, l'aire de jeu est vide, et ce sont les blancs qui jouent en premier. Quel que soit leur camp, les pièces doivent être posées de façon à former une surface (une « ruche ») continue : à aucun moment une pièce ne doit être isolée des autres. Par exemple, il n'est pas possible de diviser la ruche en deux (même pendant le déplacement d'une pièce).
À l'exception des deux premiers insectes, qui se touchent nécessairement, il est par la suite interdit de poser une pièce directement au contact d'une pièce adverse. Ce n'est qu'une fois posé qu'un insecte peut ensuite être déplacé au contact d'un ou plusieurs insectes adverses. La seule exception est lorsqu'un scarabée est posé sur une pièce adverse, le joueur possédant le scarabée peut placer une pièce à côté de la pièce bloquée par le scarabée, à condition néanmoins qu'elle ne soit pas au contact avec d'autres pièces adverses libres.
Une fois posée, une pièce ne peut pas être éliminée. Il n'est pas obligatoire de poser toutes les pièces d'une ruche au cours du jeu (un joueur peut gagner une partie avant d'avoir posé tous ses insectes). La seule pièce qu'il est obligatoire de poser est la reine, qu'il faut faire entrer en jeu au cours des quatre premiers tours.

### Déplacement des pièces
Tant qu'un joueur n'a pas posé sa reine, il a seulement le droit de poser ses pièces, mais pas de les déplacer. Lorsqu'un joueur a posé sa reine, il a ensuite le choix, lorsque c'est son tour, entre poser une nouvelle pièce ou bien déplacer une de ses pièces déjà en jeu.
Sauf exception, les pièces se déplacent le long des côtés des pièces déjà en jeu. Toujours sauf exception, elles se déplacent « au niveau du sol » : il est donc habituellement impossible d'aller se loger dans un espace presque complètement fermé. Cependant, certains insectes ont des capacités spéciales qui leur permettent de contourner ces règles.
Chaque insecte se déplace d'une façon différente :
- La reine abeille se déplace d'un espace à la fois.
- L'araignée se déplace de trois espaces, ni plus, ni moins.
- La fourmi peut se déplacer d'autant d'espaces que le joueur le désire.
- La sauterelle se déplace en sautant en ligne droite par-dessus une ou plusieurs autres pièces, jusqu'au premier espace libre. Elle se déplace dans la direction d'un de ses côtés, et non vers ses angles.
- Le scarabée se déplace d'un espace à la fois, comme la reine, mais il a la capacité de « grimper » sur les autres pièces, et de se déplacer sur le plateau qu'elles forment, toujours au rythme d'un espace à la fois. Lorsqu'un scarabée se trouve sur une autre pièce, celle-ci ne peut plus bouger aussi longtemps que le scarabée reste dessus. Un scarabée peut monter sur un autre scarabée, même lorsque celui-ci se trouve déjà sur une autre pièce : il est donc théoriquement possible de former des empilements de plus de deux insectes. Le scarabée qui se trouve au sommet d'une telle pile peut se déplacer normalement vers un espace adjacent (la hauteur de la pile n'a pas d'importance)[3].

Dans la version en ligne du jeu, lorsqu'un joueur se trouve dans une situation où il ne peut ni poser ni déplacer d'insecte, il passe son tour.

### Fin de la partie
La partie se termine lorsque la reine d'un des joueurs se trouve entourée de tous les côtés (même si certains côtés sont occupés par des insectes amis). La partie se termine par un match nul lorsqu'un joueur effectue un mouvement qui aboutit à la capture simultanée des deux reines, ou bien lorsque chacun des deux joueurs ne peut jouer que d'une façon qui entraînerait une boucle infinie de mouvements.

## Éditions du jeu
Dans la première édition du jeu en 2001, puis dans la deuxième en 2005, les pièces sont en bois, surmontées de plaques de métal peint représentant les insectes. La troisième édition, sortie également en 2005, remplace les pièces en bois par des pièces en bakélite (un matériau utilisé notamment pour les dominos) où les dessins des insectes sont gravés et peints, et inclut un sac de rangement. En 2011, l'édition dite Hive Carbon, propose des pièces de bakélite en noir et blanc et inclut les deux nouveaux insectes parus respectivement en 2007 et en 2010 dans les extensions Hive: The Mosquito (« Le Moustique ») et Hive: The Ladybug (« La Coccinelle »).
En 2012 sort une version dite « pocket », revenant aux insectes de différentes couleurs mais avec des pièces de taille réduite, et incluant là aussi le Moustique et la Coccinelle. En 2013 sort une nouvelle extension, Hive: The Pillbug (« Le Cloporte »). Ce nouvel insecte est proposé au format classique et « pocket ».
Plusieurs adaptations de Hive en jeu vidéo sont réalisées après sa sortie. Des adaptations sous forme d'applications pour iPhone et iPod Touch sont réalisées par Lotusland Studios en 2009. Une version en ligne non officielle de Hive est réalisée par le site Boardspace.net (peut-être courant 2010), une autre par le site Board Game Arena.

## Extensions

### Le Moustique
Parue en 2007, l'extension Hive: The Mosquito ajoute à chaque ruche une nouvelle pièce représentant un moustique. Le moustique n'a pas de valeur propre, mais prend le mode de déplacement et éventuellement les capacités spéciales de la ou des pièces adjacentes, qu'elles soient amies ou ennemies. Par exemple, si un moustique se trouve en contact avec une fourmi, un scarabée et une sauterelle, le joueur peut le déplacer comme s'il était l'une de ces trois pièces. À l'issue de chacun de ses déplacements, le moustique prend les valeurs des nouvelles pièces au contact desquels il se trouve et perd les anciennes. Une exception à la règle concerne le cas où un moustique a grimpé sur une autre pièce après en avoir acquis la capacité au contact d'un scarabée, mais ne se trouve plus ensuite au contact du scarabée ; dans ce cas, il garde la capacité de déplacement du scarabée jusqu'à ce qu'il redescende au niveau de la surface de jeu. Autre exception, il ne peut pas de déplacer s'il est en contact avec une unique pièce et que cette pièce est aussi un moustique.

### La Coccinelle
La deuxième extension du jeu, Hive: The Ladybug, sortie fin octobre 2010, ajoute une nouvelle pièce à chaque ruche, la coccinelle. Celle-ci se déplace de trois espaces à chaque tour, mais doit obligatoirement effectuer ses deux premiers déplacements en montant au-dessus des autres pièces (comme le scarabée) puis redescendre au sol lors de son troisième déplacement.

### Le Cloporte
La troisième extension du jeu, Hive: The Pillbug, sortie en 2013, ajoute une nouvelle pièce à chaque ruche : le cloporte. Le cloporte se déplace d’une case à la fois comme la reine. Cependant il a une autre capacité qu’il peut utiliser en lieu et place de son déplacement. Cette capacité permet au joueur de changer la position d'une pièce adjacente, non empilée sur une autre, qu'elle soit amie ou ennemie, de deux cases : pour cela la pièce est déplacée sur le cloporte puis déposée sur un emplacement vide qui lui est adjacent. Quelques exceptions à cette capacité :
- Le cloporte ne permet pas le mouvement de la dernière pièce adversaire déplacée.
- Le cloporte ne permet pas de changer la position d’une pièce empilée sur une autre.
- Le cloporte ne permet pas le transfert d'une pièce en violation de l’une des règles de déplacement habituelles.

Quelle que soit la pièce physiquement déplacée grâce au cloporte, elle est rendue immobile pour la durée du prochain tour du joueur : elle ne peut ni se déplacer, ni être déplacée, ni même utiliser de capacité spéciale. Le moustique peut copier la capacité de mouvement du cloporte ou sa capacité spéciale même s’il s’agit d’un cloporte qui aurait été immobilisé par un autre[réf. nécessaire].

## Récompenses
Le jeu Hive fait partie du Mensa Select de 2006. La même année, il reçoit le prix du « Spiele Hit für Zwei » (Meilleur jeu pour deux) lors de la sélection du Spiel der Spiele de la Wiener Spiele Akademie en Autriche.